# НБА в сезоні 2018–2019
Сезон НБА 2018–2019 був 73-ім сезоном в Національній баскетбольній асоціації. Переможцями сезону уперше в історії франшизи стали «Торонто Репторз», які здолали у фінальній серії «Голден-Стейт Ворріорс».

## Регламент змагання
Участь у сезоні брали 30 команд, розподілених між двома конференціями — Східною і Західною, кожна з яких у свою чергу складалася з трьох дивізіонів.
По ходу регулярного сезону кожна з команд-учасниць провела по 82 гри (по 41 грі на власному майданчику і на виїзді). При цьому з командами свого дивізіону проводилося по чотири гри, із шістьома командами з інших дивізіонів своєї конференції — теж по чотири гри, а з рештою чотирма командами своєї конференції — по три. Нарешті команди з різних конференцій проводили між собою по два матчі.
До раунду плей-оф виходили по вісім найкращих команд кожної з конференцій, причому переможці дивізіонів посідали місця угорі турнірної таблиці конференції, навіть при гірших результатах, ніж у команд з інших дивізіонів, які свої дивізіони не виграли. Плей-оф відбувався за олімпійською системою, за якою найкраща команда кожної конференції починала боротьбу проти команди, яка посіла восьме місце у тій же конференції, друга команда конференції — із сьомою, і так далі. В усіх раундах плей-оф переможець кожної пари визначався в серії ігор, яка тривала до чотирьох перемог однієї з команд.
Чемпіони кожної з конференцій, що визначалися на стадії плей-оф, для визначення чемпіона НБА зустрічалися між собою у Фіналі, що складався із серії ігор до чотирьох перемог.

## Регулярний сезон
Регулярний сезон тривав з 16 жовтня 2018 – 10 квітня 2019, найкращий результат по його завершенні мали «Мілвокі Бакс».

### Підсумкові таблиці за дивізіонами
| Атлантичний дивізіон              | В  | П  | %П   | Відст | Дом   | Гост  | Див  | І  |
| --------------------------------- | -- | -- | ---- | ----- | ----- | ----- | ---- | -- |
| y – «Торонто Репторз»             | 58 | 24 | .707 | 0.0   | 32–9  | 26–15 | 12–4 | 82 |
| x – «Філадельфія Севенті-Сіксерс» | 51 | 31 | .622 | 7.0   | 31–10 | 20–21 | 8–8  | 82 |
| x – «Бостон Селтікс»              | 49 | 33 | .598 | 9.0   | 28–13 | 21–20 | 10–6 | 82 |
| x – «Бруклін Нетс»                | 42 | 40 | .512 | 16.0  | 23–18 | 19–22 | 8–8  | 82 |
| «Нью-Йорк Нікс»                   | 17 | 65 | .207 | 41.0  | 9–32  | 8–33  | 2–14 | 82 |

| Південно-Східний дивізіон | В  | П  | %П   | Відст | Дом   | Гост  | Див  | І  |
| ------------------------- | -- | -- | ---- | ----- | ----- | ----- | ---- | -- |
| y – «Орландо Меджик»      | 42 | 40 | .512 | 0.0   | 25–16 | 17–24 | 10–6 | 82 |
| «Шарлотт Горнетс»         | 39 | 43 | .476 | 3.0   | 25–16 | 14–27 | 10–6 | 82 |
| «Маямі Гіт»               | 39 | 43 | .476 | 3.0   | 19–22 | 20–21 | 7–9  | 82 |
| «Вашингтон Візардс»       | 32 | 50 | .390 | 10.0  | 22–19 | 10–31 | 7–9  | 82 |
| «Атланта Гокс»            | 29 | 53 | .354 | 13.0  | 17–24 | 12–29 | 6–10 | 82 |

| Центральний дивізіон  | В  | П  | %П   | Відст | Дом   | Гост  | Див  | І  |
| --------------------- | -- | -- | ---- | ----- | ----- | ----- | ---- | -- |
| z – «Мілвокі Бакс»    | 60 | 22 | .732 | 0.0   | 33–8  | 27–14 | 14–2 | 82 |
| x – «Індіана Пейсерз» | 48 | 34 | .585 | 12.0  | 29–12 | 19–22 | 11–5 | 82 |
| x – «Детройт Пістонс» | 41 | 41 | .500 | 19.0  | 26–15 | 15–26 | 8–8  | 82 |
| «Чикаго Буллз»        | 22 | 60 | .268 | 38.0  | 9–32  | 13–28 | 3–13 | 82 |
| «Клівленд Кавальєрс»  | 19 | 63 | .232 | 41.0  | 13–28 | 6–35  | 4–12 | 82 |

| Південно-Західний дивізіон | В  | П  | %П   | Відст | Дом   | Гост  | Див  | І  |
| -------------------------- | -- | -- | ---- | ----- | ----- | ----- | ---- | -- |
| y – «Х'юстон Рокетс»       | 53 | 29 | .646 | 0.0   | 31–10 | 22–19 | 10–6 | 82 |
| x – «Сан-Антоніо Сперс»    | 48 | 34 | .585 | 5.0   | 32–9  | 16–25 | 10–6 | 82 |
| «Мемфіс Ґріззліс»          | 33 | 49 | .402 | 20.0  | 21–20 | 12–29 | 8–8  | 82 |
| «Нью-Орлінс Пеліканс»      | 33 | 49 | .402 | 20.0  | 19–22 | 14–27 | 8–8  | 82 |
| «Даллас Маверікс»          | 33 | 49 | .402 | 20.0  | 24–17 | 9–32  | 4–12 | 82 |

| Північно-Західний дивізіон    | В  | П  | %П   | Відст | Дом   | Гост  | Див  | І  |
| ----------------------------- | -- | -- | ---- | ----- | ----- | ----- | ---- | -- |
| y – «Денвер Наггетс»          | 54 | 28 | .659 | 0.0   | 34–7  | 20–21 | 12–4 | 82 |
| x – «Портленд Трейл-Блейзерс» | 53 | 29 | .646 | 1.0   | 32–9  | 21–20 | 6–10 | 82 |
| x – «Юта Джаз»                | 50 | 32 | .610 | 4.0   | 29–12 | 21–20 | 8–8  | 82 |
| x – «Оклахома-Сіті Тандер»    | 49 | 33 | .598 | 5.0   | 27–14 | 22–19 | 9–7  | 82 |
| «Міннесота Тімбервулвз»       | 36 | 46 | .439 | 18.0  | 25–16 | 11–30 | 5–10 | 82 |

| Тихоокеанський дивізіон     | В  | П  | %П   | Відст | Дом   | Гост  | Див  | І  |
| --------------------------- | -- | -- | ---- | ----- | ----- | ----- | ---- | -- |
| c – «Голден-Стейт Ворріорс» | 57 | 25 | .695 | 0.0   | 30–11 | 27–14 | 13–3 | 82 |
| x – «Лос-Анджелес Кліпперс» | 48 | 34 | .585 | 9.0   | 26–15 | 22–19 | 11–5 | 82 |
| «Сакраменто Кінґс»          | 39 | 43 | .476 | 18.0  | 24–17 | 15–26 | 4–12 | 82 |
| «Лос-Анджелес Лейкерс»      | 37 | 45 | .451 | 20.0  | 22–19 | 15–26 | 9–7  | 82 |
| «Фінікс Санз»               | 19 | 63 | .232 | 38.0  | 12–29 | 7–34  | 3–13 | 82 |

### Підсумкові таблиці за конференціями
| Східна конференція | Східна конференція                | Східна конференція | Східна конференція | Східна конференція | Східна конференція | Східна конференція |
| #                  | Команда                           | В                  | П                  | %П                 | Відст              | І                  |
| ------------------ | --------------------------------- | ------------------ | ------------------ | ------------------ | ------------------ | ------------------ |
| 1                  | z – «Мілвокі Бакс» *              | 60                 | 22                 | .732               | –                  | 82                 |
| 2                  | y – «Торонто Репторз» *           | 58                 | 24                 | .707               | 2.0                | 82                 |
| 3                  | x – «Філадельфія Севенті-Сіксерс» | 51                 | 31                 | .622               | 9.0                | 82                 |
| 4                  | x – «Бостон Селтікс»              | 49                 | 33                 | .598               | 11.0               | 82                 |
| 5                  | x – «Індіана Пейсерз»             | 48                 | 34                 | .585               | 12.0               | 82                 |
| 6                  | x – «Бруклін Нетс»                | 42                 | 40                 | .512               | 18.0               | 82                 |
| 7                  | y – «Орландо Меджик» *            | 42                 | 40                 | .512               | 18.0               | 82                 |
| 8                  | x – «Детройт Пістонс»             | 41                 | 41                 | .500               | 19.0               | 82                 |
|                    |                                   |                    |                    |                    |                    |                    |
| 9                  | «Шарлотт Горнетс»                 | 39                 | 43                 | .476               | 21.0               | 82                 |
| 10                 | «Маямі Гіт»                       | 39                 | 43                 | .476               | 21.0               | 82                 |
| 11                 | «Вашингтон Візардс»               | 32                 | 50                 | .390               | 28.0               | 82                 |
| 12                 | «Атланта Гокс»                    | 29                 | 53                 | .354               | 31.0               | 82                 |
| 13                 | «Чикаго Буллз»                    | 22                 | 60                 | .268               | 38.0               | 82                 |
| 14                 | «Клівленд Кавальєрс»              | 19                 | 63                 | .232               | 41.0               | 82                 |
| 15                 | «Нью-Йорк Нікс»                   | 17                 | 65                 | .207               | 43.0               | 82                 |

| Західна конференція | Західна конференція           | Західна конференція | Західна конференція | Західна конференція | Західна конференція | Західна конференція |
| #                   | Команда                       | В                   | П                   | %П                  | Відст               | І                   |
| ------------------- | ----------------------------- | ------------------- | ------------------- | ------------------- | ------------------- | ------------------- |
| 1                   | c – «Голден-Стейт Ворріорс» * | 57                  | 25                  | .695                | –                   | 82                  |
| 2                   | y – «Денвер Наггетс» *        | 54                  | 28                  | .659                | 3.0                 | 82                  |
| 3                   | x – «Портленд Трейл-Блейзерс» | 53                  | 29                  | .646                | 4.0                 | 82                  |
| 4                   | y – «Х'юстон Рокетс» *        | 53                  | 29                  | .646                | 4.0                 | 82                  |
| 5                   | x – «Юта Джаз»                | 50                  | 32                  | .610                | 7.0                 | 82                  |
| 6                   | x – «Оклахома-Сіті Тандер»    | 49                  | 33                  | .598                | 8.0                 | 82                  |
| 7                   | x – «Сан-Антоніо Сперс»       | 48                  | 34                  | .585                | 9.0                 | 82                  |
| 8                   | x – «Лос-Анджелес Кліпперс»   | 48                  | 34                  | .585                | 9.0                 | 82                  |
|                     |                               |                     |                     |                     |                     |                     |
| 9                   | «Сакраменто Кінґс»            | 39                  | 43                  | .476                | 18.0                | 82                  |
| 10                  | «Лос-Анджелес Лейкерс»        | 37                  | 45                  | .451                | 20.0                | 82                  |
| 11                  | «Міннесота Тімбервулвз»       | 36                  | 46                  | .439                | 21.0                | 82                  |
| 12                  | «Мемфіс Ґріззліс»             | 33                  | 49                  | .402                | 24.0                | 82                  |
| 13                  | «Нью-Орлінс Пеліканс»         | 33                  | 49                  | .402                | 24.0                | 82                  |
| 14                  | «Даллас Маверікс»             | 33                  | 49                  | .402                | 24.0                | 82                  |
| 15                  | «Фінікс Санз»                 | 19                  | 63                  | .232                | 38.0                | 82                  |

Легенда:
- z – Найкраща команда регулярного сезону НБА
- c – Найкраща команда конференції
- y – Переможець дивізіону
- x – Учасник плей-оф

## Плей-оф
Переможці пар плей-оф позначені жирним. Цифри перед назвою команди відповідають її позиції у підсумковій турнірній таблиці регулярного сезону конференції. Цифри після назви команди відповідають кількості її перемог у відповідному раунді плей-оф. Курсивом позначені команди, які мали перевагу власного майданчику (принаймні потенційно могли провести більшість ігор серії вдома).
|  | Перший раунд        | Перший раунд            | Перший раунд              |   |                               | Півфінали конференції         | Півфінали конференції | Півфінали конференції |  |    | Фінали конференції       | Фінали конференції | Фінали конференції |  |    | Фінал НБА          | Фінал НБА | Фінал НБА |
|  |                     |                         |                           |   |                               |                               |                       |                       |  |    |                          |                    |                    |  |    |                    |           |           |
|  | E1                  | «Мілвокі Бакс»*         | 4                         |   |                               |                               |                       |                       |  |    |                          |                    |                    |  |    |                    |           |           |
|  | E8                  | «Детройт Пістонс»       | 0                         |   |                               |                               |                       |                       |  |    |                          |                    |                    |  |    |                    |           |           |
|  | E8                  | «Детройт Пістонс»       | 0                         |   | E1                            | «Мілвокі Бакс»*               | 4                     |                       |  |    |                          |                    |                    |  |    |                    |           |           |
|  |                     |                         |                           |   | E1                            | «Мілвокі Бакс»*               | 4                     |                       |  |    |                          |                    |                    |  |    |                    |           |           |
|  |                     | E4                      | «Бостон Селтікс»          | 1 |                               |                               |                       |                       |  |    |                          |                    |                    |  |    |                    |           |           |
|  | E4                  | E4                      | «Бостон Селтікс»          | 1 | «Бостон Селтікс»              | 4                             |                       |                       |  |    |                          |                    |                    |  |    |                    |           |           |
|  | E4                  |                         |                           |   | «Бостон Селтікс»              | 4                             |                       |                       |  |    |                          |                    |                    |  |    |                    |           |           |
|  | E5                  | «Індіана Пейсерз»       | 0                         |   |                               |                               |                       |                       |  |    |                          |                    |                    |  |    |                    |           |           |
|  | E5                  | «Індіана Пейсерз»       | 0                         |   |                               |                               |                       |                       |  | E1 | «Мілвокі Бакс»*          | 2                  |                    |  |    |                    |           |           |
|  | Східна конференція  |                         |                           |   |                               |                               |                       |                       |  | E1 | «Мілвокі Бакс»*          | 2                  |                    |  |    |                    |           |           |
|  |                     | E2                      | «Торонто Репторз»*        | 4 |                               |                               |                       |                       |  |    |                          |                    |                    |  |    |                    |           |           |
|  | E3                  | E2                      | «Торонто Репторз»*        | 4 | «Філадельфія Севенті-Сіксерс» | 4                             |                       |                       |  |    |                          |                    |                    |  |    |                    |           |           |
|  | E3                  |                         |                           |   | «Філадельфія Севенті-Сіксерс» | 4                             |                       |                       |  |    |                          |                    |                    |  |    |                    |           |           |
|  | E6                  | «Бруклін Нетс»          | 1                         |   |                               |                               |                       |                       |  |    |                          |                    |                    |  |    |                    |           |           |
|  | E6                  | «Бруклін Нетс»          | 1                         |   | E3                            | «Філадельфія Севенті-Сіксерс» | 3                     |                       |  |    |                          |                    |                    |  |    |                    |           |           |
|  |                     |                         |                           |   | E3                            | «Філадельфія Севенті-Сіксерс» | 3                     |                       |  |    |                          |                    |                    |  |    |                    |           |           |
|  |                     | E2                      | «Торонто Репторз»*        | 4 |                               |                               |                       |                       |  |    |                          |                    |                    |  |    |                    |           |           |
|  | E2                  | E2                      | «Торонто Репторз»*        | 4 | «Торонто Репторз»*            | 4                             |                       |                       |  |    |                          |                    |                    |  |    |                    |           |           |
|  | E2                  |                         |                           |   | «Торонто Репторз»*            | 4                             |                       |                       |  |    |                          |                    |                    |  |    |                    |           |           |
|  | E7                  | «Орландо Меджик»*       | 1                         |   |                               |                               |                       |                       |  |    |                          |                    |                    |  |    |                    |           |           |
|  | E7                  | «Орландо Меджик»*       | 1                         |   |                               |                               |                       |                       |  |    |                          |                    |                    |  | E2 | «Торонто Репторз»* | 4         |           |
|  |                     |                         |                           |   |                               |                               |                       |                       |  |    |                          |                    |                    |  | E2 | «Торонто Репторз»* | 4         |           |
|  |                     | W1                      | «Голден-Стейт Ворріорс»*  | 2 |                               |                               |                       |                       |  |    |                          |                    |                    |  |    |                    |           |           |
|  | W1                  | W1                      | «Голден-Стейт Ворріорс»*  | 2 | «Голден-Стейт Ворріорс»*      | 4                             |                       |                       |  |    |                          |                    |                    |  |    |                    |           |           |
|  | W1                  |                         |                           |   | «Голден-Стейт Ворріорс»*      | 4                             |                       |                       |  |    |                          |                    |                    |  |    |                    |           |           |
|  | W8                  | «Лос-Анджелес Кліпперс» | 2                         |   |                               |                               |                       |                       |  |    |                          |                    |                    |  |    |                    |           |           |
|  | W8                  | «Лос-Анджелес Кліпперс» | 2                         |   | W1                            | «Голден-Стейт Ворріорс»*      | 4                     |                       |  |    |                          |                    |                    |  |    |                    |           |           |
|  |                     |                         |                           |   | W1                            | «Голден-Стейт Ворріорс»*      | 4                     |                       |  |    |                          |                    |                    |  |    |                    |           |           |
|  |                     | W4                      | «Х'юстон Рокетс»*         | 2 |                               |                               |                       |                       |  |    |                          |                    |                    |  |    |                    |           |           |
|  | W4                  | W4                      | «Х'юстон Рокетс»*         | 2 | «Х'юстон Рокетс»*             | 4                             |                       |                       |  |    |                          |                    |                    |  |    |                    |           |           |
|  | W4                  |                         |                           |   | «Х'юстон Рокетс»*             | 4                             |                       |                       |  |    |                          |                    |                    |  |    |                    |           |           |
|  | W5                  | «Юта Джаз»              | 1                         |   |                               |                               |                       |                       |  |    |                          |                    |                    |  |    |                    |           |           |
|  | W5                  | «Юта Джаз»              | 1                         |   |                               |                               |                       |                       |  | W1 | «Голден-Стейт Ворріорс»* | 4                  |                    |  |    |                    |           |           |
|  | Західна конференція |                         |                           |   |                               |                               |                       |                       |  | W1 | «Голден-Стейт Ворріорс»* | 4                  |                    |  |    |                    |           |           |
|  |                     | W3                      | «Портленд Трейл-Блейзерс» | 0 |                               |                               |                       |                       |  |    |                          |                    |                    |  |    |                    |           |           |
|  | W3                  | W3                      | «Портленд Трейл-Блейзерс» | 0 | «Портленд Трейл-Блейзерс»     | 4                             |                       |                       |  |    |                          |                    |                    |  |    |                    |           |           |
|  | W3                  |                         |                           |   | «Портленд Трейл-Блейзерс»     | 4                             |                       |                       |  |    |                          |                    |                    |  |    |                    |           |           |
|  | W6                  | «Оклахома-Сіті Тандер»  | 1                         |   |                               |                               |                       |                       |  |    |                          |                    |                    |  |    |                    |           |           |
|  | W6                  | «Оклахома-Сіті Тандер»  | 1                         |   | W3                            | «Портленд Трейл-Блейзерс»     | 4                     |                       |  |    |                          |                    |                    |  |    |                    |           |           |
|  |                     |                         |                           |   | W3                            | «Портленд Трейл-Блейзерс»     | 4                     |                       |  |    |                          |                    |                    |  |    |                    |           |           |
|  |                     | W2                      | «Денвер Наггетс»*         | 3 |                               |                               |                       |                       |  |    |                          |                    |                    |  |    |                    |           |           |
|  | W2                  | W2                      | «Денвер Наггетс»*         | 3 | «Денвер Наггетс»*             | 4                             |                       |                       |  |    |                          |                    |                    |  |    |                    |           |           |
|  | W2                  |                         |                           |   | «Денвер Наггетс»*             | 4                             |                       |                       |  |    |                          |                    |                    |  |    |                    |           |           |
|  | W7                  | «Сан-Антоніо Сперс»     | 3                         |   |                               |                               |                       |                       |  |    |                          |                    |                    |  |    |                    |           |           |

* — переможці дивізіонів.

## Статистика

### Лідери за індивідуальними статистичними показниками
| Показник                    | Гравець                   | Команда                 | Результат |
| --------------------------- | ------------------------- | ----------------------- | --------- |
| Очки за гру                 | Джеймс Гарден             | «Х'юстон Рокетс»        | 36.1      |
| Підбирання за гру           | Андре Драммонд            | «Детройт Пістонс»       | 15.6      |
| Передачі за гру             | Рассел Вестбрук           | «Оклахома-Сіті Тандер»  | 10.7      |
| Перехоплення за гру         | Пол Джордж                | «Оклахома-Сіті Тандер»  | 2.21      |
| Блокування за гру           | Майлз Тернер              | «Індіана Пейсерз»       | 2.69      |
| Втрати за гру               | Джеймс Гарден             | «Х'юстон Рокетс»        | 5.0       |
| Порушення правил за гру     | Джарен Джексон (молодший) | «Мемфіс Ґріззліс»       | 3.8       |
| Порушення правил за гру     | Карл-Ентоні Таунс         | «Міннесота Тімбервулвз» | 3.8       |
| Хвилини за гру              | Бредлі Біл                | «Вашингтон Візардс»     | 36.9      |
| Хвилини за гру              | Пол Джордж                | «Оклахома-Сіті Тандер»  | 36.9      |
| % влучань з гри             | Руді Гобер                | «Юта Джаз»              | 66.9%     |
| % влучань штрафних кидків   | Малкольм Брогдон          | «Мілвокі Бакс»          | 92.8%     |
| % влучань 3-очкових кидків  | Джо Гарріс                | «Бруклін Нетс»          | 47.4%     |
| Рейтинг ефективності гравця | Янніс Адетокумбо          | «Мілвокі Бакс»          | 30.9      |
| Дабл-дабли                  | Андре Драммонд            | «Детройт Пістонс»       | 69        |
| Трипл-дабли                 | Рассел Вестбрук           | «Оклахома-Сіті Тандер»  | 34        |

### Рекорди за гру
| Показник     | Гравець           | Команда                 | Результат |
| ------------ | ----------------- | ----------------------- | --------- |
| Очки         | Джеймс Гарден     | «Х'юстон Рокетс»        | 61        |
| Підбирання   | Карл-Ентоні Таунс | «Міннесота Тімбервулвз» | 27        |
| Передачі     | Рассел Вестбрук   | «Оклахома-Сіті Тандер»  | 24        |
| Перехоплення | Кайрі Ірвінг      | «Бостон Селтікс»        | 8         |
| Блокування   | Хассан Вайтсайд   | «Маямі Гіт»             | 9         |
| Блокування   | Мітчелл Робінсон  | «Нью-Йорк Нікс»         | 9         |
| Триочкові    | Клей Томпсон      | «Голден-Стейт Ворріорс» | 14        |

### Команди-лідери за статистичними показниками
| Показник                   | Команда                 | Результат |
| -------------------------- | ----------------------- | --------- |
| Очки за гру                | «Мілвокі Бакс»          | 118.1     |
| Підбирання за гру          | «Мілвокі Бакс»          | 49.7      |
| Передачі за гру            | «Голден-Стейт Ворріорс» | 29.4      |
| Перехоплення за гру        | «Оклахома-Сіті Тандер»  | 9.3       |
| Блокування за гру          | «Голден-Стейт Ворріорс» | 6.4       |
| Втрати за гру              | «Атланта Гокс»          | 16.6      |
| % влучань з гри            | «Голден-Стейт Ворріорс» | 49.1%     |
| % влучань штрафних кидків  | «Сан-Антоніо Сперс»     | 81.9%     |
| % влучань 3-очкових кидків | «Сан-Антоніо Сперс»     | 39.2%     |
| +/−                        | «Мілвокі Бакс»          | +8.8      |

## Нагороди НБА

### Щорічні нагороди
| Нагорода                                                | Лауреат(и)                                 | Фіналісти                                                                       |
| ------------------------------------------------------- | ------------------------------------------ | ------------------------------------------------------------------------------- |
| Найцінніший гравець                                     | Янніс Адетокумбо («Мілвокі Бакс»)          | Пол Джордж («Оклахома-Сіті Тандер») Джеймс Гарден («Х'юстон Рокетс»)            |
| Найкращий захисний гравець                              | Руді Гобер («Юта Джаз»)                    | Янніс Адетокумбо («Мілвокі Бакс») Пол Джордж («Оклахома-Сіті Тандер»)           |
| Новачок року                                            | Лука Дончич («Даллас Маверікс»)            | Деандре Айтон («Фінікс Санз») Трей Янг («Атланта Гокс»)                         |
| Найкращий шостий гравець                                | Лу Вільямс («Лос-Анджелес Кліпперс»)       | Монтрезл Гаррелл («Лос-Анджелес Кліпперс») Домантас Сабоніс («Індіана Пейсерз») |
| Найбільш прогресуючий гравець                           | Паскаль Сіакам («Торонто Репторз»)         | Деарон Фокс («Сакраменто Кінґс») Деанджело Рассел («Бруклін Нетс»)              |
| Тренер року                                             | Майк Буденгольцер («Мілвокі Бакс»)         | Майкл Мелоун («Денвер Наггетс») Док Ріверс («Лос-Анджелес Кліпперс»)            |
| Менеджер року                                           | Джон Горст («Мілвокі Бакс»)                |                                                                                 |
| Приз за спортивну поведінку                             | Майк Конлі (молодший) («Мемфіс Ґріззліс»)  |                                                                                 |
| Нагорода Дж. Волтера Кеннеді                            | Дем'єн Ліллард («Портленд Трейл-Блейзерс») |                                                                                 |
| Нагорода найкращому одноклубнику імені Тваймена-Стоукса | Майк Конлі (молодший) («Мемфіс Ґріззліс»)  |                                                                                 |
| Нагорода за допомогу громаді                            | Бредлі Біл («Вашингтон Візардс»)           |                                                                                 |

| - Перша збірна всіх зірок: - F Янніс Адетокумбо, «Мілвокі Бакс» - F Пол Джордж, «Оклахома-Сіті Тандер» - C Нікола Йокич, «Денвер Наггетс» - G Стефен Каррі, «Голден-Стейт Ворріорс» - G Джеймс Гарден, «Х'юстон Рокетс» | - Друга збірна всіх зірок: - F Кевін Дюрант, «Голден-Стейт Ворріорс» - F Каві Леонард, «Торонто Репторз» - C Джоел Ембід, «Філадельфія Севенті-Сіксерс» - G Дем'єн Ліллард, «Портленд Трейл-Блейзерс» - G Кайрі Ірвінг, «Бостон Селтікс» | - Третя збірна всіх зірок: - F Леброн Джеймс, «Лос-Анджелес Лейкерс» - F Блейк Остін Гріффін, «Детройт Пістонс» - C Руді Гобер, «Юта Джаз» - G Кемба Вокер, «Шарлотт Горнетс» - G Рассел Вестбрук, «Оклахома-Сіті Тандер» |

| - Перша збірна всіх зірок захисту: - F Янніс Адетокумбо, «Мілвокі Бакс» - F Пол Джордж, «Оклахома-Сіті Тандер» - C Руді Гобер, «Юта Джаз» - G Ерік Бледсо, «Мілвокі Бакс» - G Маркус Смарт, «Бостон Селтікс» | - Друга збірна всіх зірок захисту: - F Дреймонд Грін, «Голден-Стейт Ворріорс» - F Каві Леонард, «Торонто Репторз» - C Джоел Ембід, «Філадельфія Севенті-Сіксерс» - G Клей Томпсон, «Голден-Стейт Ворріорс» - G Джру Голідей, «Нью-Орлінс Пеліканс» |

| - Перша збірна новачків: - Деандре Айтон, «Фінікс Санз» - Марвін Беглі, «Сакраменто Кінґс» - Лука Дончич, «Даллас Маверікс» - Джарен Джексон (молодший), «Мемфіс Ґріззліс» - Трей Янг, «Атланта Гокс» | - Друга збірна новачків: - Шай Гілджеус-Александер, «Лос-Анджелес Кліпперс» - Коллін Секстон, «Клівленд Кавальєрс» - Лендрі Шеймет, «Лос-Анджелес Кліпперс» - Мітчелл Робінсон, «Нью-Йорк Нікс» - Кевін Г'юертер, «Атланта Гокс» |

### Гравець тижня
| Тиждень                 | Східна конференція                                | Західна конференція                              | Прим.         |
| ----------------------- | ------------------------------------------------- | ------------------------------------------------ | ------------- |
| 16–21 жовтня            | Кемба Вокер («Шарлотт Горнетс») (1/2)             | Нікола Йокич («Денвер Наггетс») (1/3)            | [ 5 ] [ 6 ]   |
| 22–28 жовтня            | Янніс Адетокумбо («Мілвокі Бакс») (1/6)           | Стефен Каррі («Голден-Стейт Ворріорс») (1/2)     | [ 7 ] [ 8 ]   |
| 29 жовтня – 4 листопада | Віктор Оладіпо («Індіана Пейсерз») (1/1)          | Рассел Вестбрук («Оклахома-Сіті Тандер») (1/2)   | [ 9 ]         |
| 5–11 листопада          | Паскаль Сіакам («Торонто Репторз») (1/1)          | Сі Джей («Портленд Трейл-Блейзерс») (1/1)        | [ 10 ] [ 11 ] |
| 12–18 листопада         | Никола Вучевич («Орландо Меджик») (1/1)           | Ентоні Девіс («Нью-Орлінс Пеліканс») (1/1)       | [ 12 ] [ 13 ] |
| 19–25 листопада         | Янніс Адетокумбо («Мілвокі Бакс») (2/6)           | Тобіас Гарріс («Лос-Анджелес Кліпперс») (1/1)    | [ 14 ] [ 15 ] |
| 26 листопада – 2 грудня | Каві Леонард («Торонто Репторз») (1/2)            | Пол Міллсап («Денвер Наггетс») (1/1)             | [ 16 ] [ 17 ] |
| 3–9 грудня              | Бредлі Біл («Вашингтон Візардс») (1/2)            | Стефен Каррі («Голден-Стейт Ворріорс») (2/2)     | [ 18 ] [ 19 ] |
| 10–16 грудня            | Таддеус Янг («Індіана Пейсерз») (1/1)             | Джеймс Гарден («Х'юстон Рокетс») (1/4)           | [ 20 ] [ 21 ] |
| 17–23 грудня            | Янніс Адетокумбо («Мілвокі Бакс») (3/6)           | Пол Джордж («Оклахома-Сіті Тандер») (1/3)        | [ 22 ]        |
| 24–30 грудня            | Янніс Адетокумбо («Мілвокі Бакс») (4/6)           | Джеймс Гарден («Х'юстон Рокетс») (2/4)           | [ 23 ] [ 24 ] |
| 31 грудня – 6 січня     | Джоел Ембід («Філадельфія Севенті-Сіксерс») (1/1) | Нікола Йокич («Денвер Наггетс») (2/3)            | [ 25 ] [ 26 ] |
| 7–13 січня              | Каві Леонард («Торонто Репторз») (2/2)            | Донован Мітчелл («Юта Джаз») (1/2)               | [ 27 ] [ 28 ] |
| 14–20 січня             | Деанджело Рассел («Бруклін Нетс») (1/1)           | Джеймс Гарден («Х'юстон Рокетс») (3/4)           | [ 29 ] [ 30 ] |
| 21–27 січня             | Янніс Адетокумбо («Мілвокі Бакс») (5/6)           | Пол Джордж («Оклахома-Сіті Тандер») (2/3)        | [ 31 ]        |
| 28 січня – 3 лютого     | Янніс Адетокумбо («Мілвокі Бакс») (6/6)           | Нікола Йокич («Денвер Наггетс») (3/3)            | [ 32 ] [ 33 ] |
| 4–10 лютого             | Боян Богданович («Індіана Пейсерз») (1/1)         | Пол Джордж («Оклахома-Сіті Тандер») (3/3)        | [ 34 ]        |
| 25 лютого – 3 березня   | Бен Сіммонс (Philadelphia 76ers) (1/1)            | Донован Мітчелл («Юта Джаз») (2/2)               | [ 35 ] [ 36 ] |
| 4–10 березня            | Андре Драммонд («Детройт Пістонс») (1/2)          | Майк Конлі («Мемфіс Ґріззліс») (1/1)             | [ 37 ] [ 38 ] |
| 11–17 березня           | Бредлі Біл («Вашингтон Візардс») (2/2)            | Руді Гобер («Юта Джаз») (1/1)                    | [ 39 ] [ 40 ] |
| 18–24 березня           | Трей Янг («Атланта Гокс») (1/1)                   | Джеймс Гарден («Х'юстон Рокетс») (4/4)           | [ 41 ] [ 42 ] |
| 25–31 березня           | Андре Драммонд («Детройт Пістонс») (2/2)          | Дем'єн Ліллард («Портленд Трейл-Блейзерс») (1/1) | [ 43 ] [ 44 ] |
| 1–7 квітня              | Кемба Вокер («Шарлотт Горнетс») (2/2)             | Рассел Вестбрук («Оклахома-Сіті Тандер») (2/2)   | [ 45 ]        |

### Гравець місяця
| Місяць           | Східна конференція                                | Західна конференція                           | Прим.         |
| ---------------- | ------------------------------------------------- | --------------------------------------------- | ------------- |
| жовтень/листопад | Янніс Адетокумбо («Мілвокі Бакс») (1/4)           | Тобіас Гарріс («Лос-Анджелес Кліпперс») (1/1) | [ 46 ] [ 47 ] |
| грудень          | Янніс Адетокумбо («Мілвокі Бакс») (2/4)           | Джеймс Гарден («Х'юстон Рокетс») (1/3)        | [ 48 ] [ 49 ] |
| січень           | Джоел Ембід («Філадельфія Севенті-Сіксерс») (1/1) | Джеймс Гарден («Х'юстон Рокетс») (2/3)        | [ 50 ] [ 51 ] |
| лютий            | Янніс Адетокумбо («Мілвокі Бакс») (3/4)           | Пол Джордж («Оклахома-Сіті Тандер») (1/1)     | [ 52 ]        |
| березень/квітень | Янніс Адетокумбо («Мілвокі Бакс») (4/4)           | Джеймс Гарден («Х'юстон Рокетс») (3/3)        | [ 53 ] [ 54 ] |

### Новачок місяця
| Місяць           | Східна конференція                 | Західна конференція                   | Прим.         |
| ---------------- | ---------------------------------- | ------------------------------------- | ------------- |
| жовтень/листопад | Трей Янг («Атланта Гокс») (1/4)    | Лука Дончич («Даллас Маверікс») (1/5) | [ 55 ] [ 56 ] |
| грудень          | Кевін Нокс («Нью-Йорк Нікс») (1/1) | Лука Дончич («Даллас Маверікс») (2/5) | [ 57 ] [ 58 ] |
| січень           | Трей Янг («Атланта Гокс») (2/4)    | Лука Дончич («Даллас Маверікс») (3/5) | [ 59 ] [ 60 ] |
| лютий            | Трей Янг («Атланта Гокс») (3/4)    | Лука Дончич («Даллас Маверікс») (4/5) | [ 61 ] [ 62 ] |
| березень/квітень | Трей Янг («Атланта Гокс») (4/4)    | Лука Дончич («Даллас Маверікс») (5/5) | [ 63 ] [ 64 ] |

### Тренер місяця
| Місяць           | Східна конференція                       | Західна конференція                             | Прим.         |
| ---------------- | ---------------------------------------- | ----------------------------------------------- | ------------- |
| жовтень/листопад | Нік Нерс («Торонто Репторз») (1/1)       | Док Ріверс («Лос-Анджелес Кліпперс») (1/1)      | [ 65 ] [ 66 ] |
| грудень          | Нейт Макміллан («Індіана Пейсерз») (1/1) | Майк Д'Антоні («Х'юстон Рокетс») (1/1)          | [ 67 ] [ 68 ] |
| січень           | Майк Буденгольцер («Мілвокі Бакс») (1/2) | Стів Керр («Голден-Стейт Ворріорс») (1/1)       | [ 69 ] [ 70 ] |
| лютий            | Майк Буденгольцер («Мілвокі Бакс») (2/2) | Террі Стоттс («Портленд Трейл-Блейзерс») (1/2)  | [ 71 ] [ 72 ] |
| березень/квітень | Стів Кліффорд («Орландо Меджик») (1/1)   | Террі Стоттс («Портленд Трейл-Блейзерс»s) (2/2) | [ 73 ] [ 74 ] |